# Alfonso de la Cueva

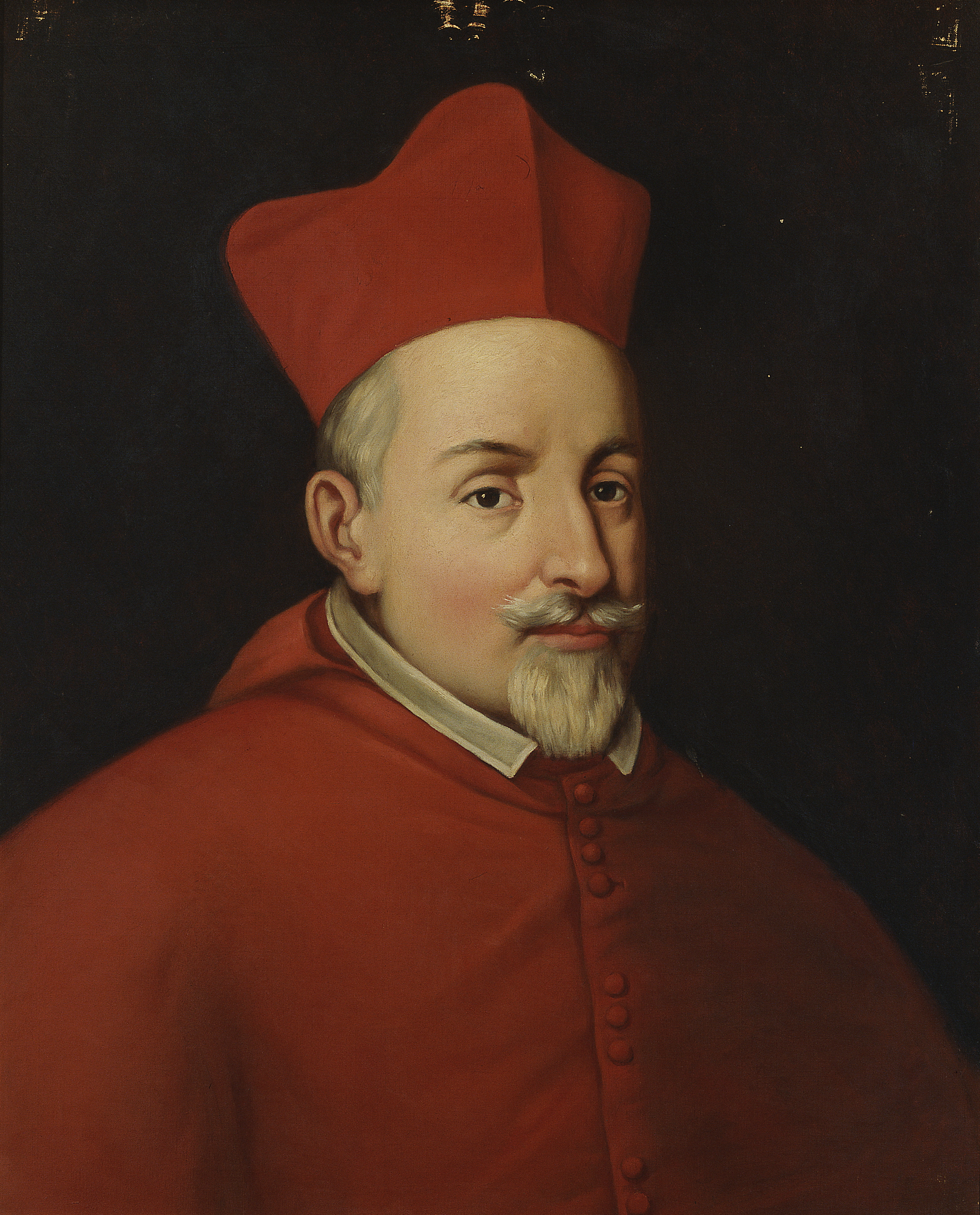
El cardenal Alfonso de la Cueva, markies van Bedmar. (Museo del Prado).

Alfonso de la Cueva, markies van Bedmar (Granada, 1572 of 1574 - Rome of Málaga, 1655) was een Spaanse edelman, diplomaat, en ambassadeur in Venetië en de Zuidelijke Nederlanden. Hij werd tot bisschop en kardinaal benoemd. Na 1629 is hij teruggeroepen naar Spanje.

## Leven
De vader van Bedmar was een hoge officier op de Canarische Eilanden. In 1590 is hij door zijn zoon opgevolgd als haakbusschutter. Na de dood van zijn vader in 1599 verkreeg Bedmar mogelijk de titel van de markies. Vanaf 1607 is hij ambassadeur in de Republiek Venetië. In 1616 ging Venetië een alliantie aan met de Republiek der Verenigde Nederlanden, Zwitserland en Frankrijk. Bedmar kreeg de instructie deze alliantie zo veel mogelijk dwars te zitten.
In 1617-18 probeerde de markies van Bedmar, als de Spaanse ambassadeur in Venetië, de Republiek te destabiliseren door onenigheid te zaaien, zodat Spanje de macht zou kunnen overnemen. Door het organiseren van een samenzwering zouden delen van de stad Venetië moeten worden bezet, in brand gestoken of opgeblazen. De bedoeling was dat vervolgens Spaanse schepen de lagune van Venetië zouden binnenvaren en dat vanuit Milaan over land troepen naar de machtige handelsstad konden worden gestuurd. De samenzwering werd ontdekt en 400 man zijn gearresteerd.
Venetië had al jaren onenigheid over de jurisdictie met de Kerkelijke Staat, en paus Paulus V werd gesteund door Spanje. Spanje probeerde meer invloed te verkrijgen op de Middellandse Zee en de Adriatische Golf. De hertog van Osuna en Bedmar richtten hun pijlen op het stadstaatje door een samenzwering op touw te zetten met een klein aantal Franse huursoldaten en Venetiaanse edelen. Op 17 mei werden twee samenzweerders van de tien gewurgd. De lijken werden de volgende dag tentoongesteld op de "piazzetta". Nog geen week later vielen de volgende 300 slachtoffers, toen duidelijk werd dat de stad was verraden aan de gouverneur van Milaan, die de Republiek bij Crema met troepen zou binnenvallen. Het is nog steeds schimmig en onduidelijk wat er in 1618 is gebeurd, want belangrijke akten zijn verdwenen.
Bedmar, de meest capabele van het drietal samenzweerders, verliet in ieder geval Venetië; hij is in 1622 benoemd als gezant en door paus Gregorius XV benoemd als kardinaal in de Spaanse Nederlanden. De gouverneur van Milaan, Pedro Álvarez de Toledo, werd teruggeroepen naar Spanje. Pedro Téllez-Girón, de hertog van Osuna is in 1621 teruggeroepen. Hij is vervolgens opgesloten in een gevangenis, waar hij stierf nog voordat het tot een proces kwam.
Het verhaal over de samenzwering, opgezet door Bedmar en Osuna, daarbij geassisteerd door Toledo, is in 1674 gebruikt door César Vichard de Saint-Réal in een historisch werk Conjuration des Espagnols contre la République de Venise en l'année M. DC. XVIII, en in 1682 door Thomas Otway in zijn belangrijke toneelstuk Venice Preserv'd, or A Plot Discover'd. De samenzweringstheorie is opnieuw uitgezocht door Leopold von Ranke in zijn Über die Verschwörung gegen Venedig, im Jahre 1618 (1831).
Ranke en Saint-Réal baseerden zich op de Venetiaanse diplomaat in Parijs, Giovan Battista Nani, een historicus.
- Biblioteca Nacional de España: XX1184152
- Gemeinsame Normdatei: 101994915
- International Standard Name Identifier: 0000 0001 0877 2476
- Library of Congress Control Number: n95118881
- Istituto Centrale per il Catalogo Unico: PUVV141509
- Système universitaire de documentation: 192284177
- Virtual International Authority File: 20058838
- WorldCat: E39PBJkD4d7Vjg6phW7XwmKyBP